# Сладков Іван Давидович
Іван Давидович Сладков (1889, Молодьонок — 5 червня 1922) — радянський військово-морський діяч, учасник Жовтневого перевороту 1917 року.

## Біографія

Могила Івана Сладкова

Народився у 1890 році в селі Молодьонки (тепер Кімовського району Тульської області Росії). На флоті з 1910 року, унтер-офіцер 1-ї статті. Член РСДРП(б) з 1911 року. Був секретарем підпільного осередку РСДРП на лінкорі «Олександр II», брав участь у створенні більшовицьких організацій в Балтійському флоті, був одним з керівників Головного суднового колективу РСДРП. Після повстання на лінкорі «Гангут» в грудні 1915 року заарештований, засуджений до 7 років каторги, звільнений у дні Лютневої революції 1917 року. Був обраний членом Петроградської, а потім Кронштадтської ради, член Кронштадтського комітету РСДРП(б), був делегатом Кронштадта в Центрофлоті.
Під час Жовтневого збройного повстання керував захопленням Петроградського військового порту, а потім був його комісаром. У листопаді 1917 року делегат 1-го Всеросійського з'їзду військових моряків. З червня 1919 року комісар фортів «Червона Гірка» і «Сірий Кінь». З 1920 року комендант ряду укріплених районів. З 1 квітня 1921 року комісар морських сил Республіки. Брав участь в організації робіт з відновлення перших кораблів радянського Чорноморського флоту в Севастополі — крейсера «Комінтерн» і есмінця «Незаможник».
У 1922 році І. Д. Сладков тяжко захворів і 5 червня помер. Похований на кладовищі Комунарів в Севастополі.

## Пам'ять
В 1940 році в Кронштадті на вулиці Флотській, 4 на гранітному постаменті встановлено бронзове погруддя Івана Сдадкова (скульптор Чеботарьов Віктор Сергійович).
22 грудня 1954 року іменем Івана Сладкова названа вулиця в Гагарінському районі Севастополя.